# تاينسايد الشمالية (دائرة انتخابية في المملكة المتحدة)
تاينسايد الشمالية (بالإنجليزية: North Tyneside)‏ هي إحدى الدوائر الانتخابية في المملكة المتحدة الممثلة في مجلس العموم في برلمان المملكة المتحدة.
عضو البرلمان الذي يمثلها حالياً هو :Rt Hon Stephen Byers (Lab).